# Olivier Deleuze
Olivier G.Ch.M.H.M. Deleuze (Sint-Joost-ten-Node, 18 december 1954) is een Belgisch politicus voor Ecolo.

## Levensloop
Deleuze woonde als kind een tijdje in de Sint-Mariaburg, een woonwijk in Ekeren, nabij de stad Antwerpen, en liep er school. In 1977 studeerde hij af als landbouwingenieur aan de UCL. Als gewetensbezwaarde vervulde hij in 1978 zijn burgerdienst bij de milieuvereniging Inter-Environnement Bruxelles, waar hij ondervoorzitter werd. Nadien was hij van 1979 tot 1980 kaderlid bij de Brusselse stadsbeweging ARAU en werkte hij van 1980 tot 1981 als ingenieur voor een organisatie actief in technologieoverdracht aan ontwikkelingslanden.
Vanaf 1977 militeerde Deleuze eveneens voor de ecologische beweging Amis de la Terre en in 1980 was hij een van de oprichters van de partij Ecolo. Voor deze partij werd hij in 1981 verkozen tot lid van de Kamer van volksvertegenwoordigers en in 1985-1986 was hij er voorzitter van de gemeenschappelijke Ecolo-Agalev-fractie. In 1983 werd hij door de Kamervoorzitter terechtgewezen omdat hij een hemd met korte mouwen aanhad.
In april 1986 nam Deleuze ontslag als volksvertegenwoordiger, omdat hij zich niet kon vinden in het feit dat Ecolo was akkoord gegaan met een ontwerpakkoord over het geven van gedoogsteun aan de rooms-blauwe meerderheid in de Waalse Gewestraad in ruil voor steun aan voorstellen en resoluties van de partij, hetgeen hij als verraad aan de idealen van de partij beschouwde. Deze afspraak werd uiteindelijk nooit doorgevoerd.
Vervolgens verliet hij voor enkele jaren de politiek. Eerst ging Deleuze aan de slag als ingenieur bij Syprim-Air Industrie, waar hij werkte rond projecten in verband met luchtvervuiling, en nadien was hij van 1989 tot 1995 directeur van de Belgische afdeling van Greenpeace.
Bij de federale verkiezingen van mei 1995 keerde hij terug naar de politiek en werd Deleuze opnieuw verkozen in de Kamer, waar hij tot 1997 fractievoorzitter was voor Ecolo-Agalev. Hij bleef Kamerlid tot in juli 1999 en werd toen Staatssecretaris voor Energie en Duurzame Ontwikkeling in de paars-groene Regering-Verhofstadt I. In deze functie was hij verantwoordelijk voor het opstellen van de wet op de kernuitstap, die in 2002 werd aangenomen. Twee weken voor de federale verkiezingen van 2003 nam hij ontslag als staatssecretaris wegens de crisis over de nachtvluchten over Brussel, die Ecolo uit de regering deed stappen.
Deleuze werd herkozen bij de verkiezingen van juni 2003, maar omdat Ecolo een zware verkiezingsnederlaag had geleden, verzaakte hij aan zijn mandaat ten voordele van Zoé Genot. Nadien was hij van 2004 tot 2010 ambtenaar bij de Verenigde Naties, als verantwoordelijke voor relaties met het middenveld bij het VN-Milieuprogramma in Nairobi.
In 2010 besloot hij weer politiek actief te worden voor Ecolo en kwam hij op bij de verkiezingen van juni 2010, waarbij hij opnieuw verkozen werd tot Kamerlid. Van 2010 tot 2012 was hij er medevoorzitter van de Ecolo-Groen-fractie. In maart 2012 werd Deleuze samen met Emily Hoyos verkozen tot partijvoorzitter van Ecolo, waarna hij ontslag nam als volksvertegenwoordiger. Bij de verkiezingen van 2014 haalde Ecolo een slecht resultaat en besloten Deleuze en Hoyos om af te treden als co-partijvoorzitters. Ze bleven evenwel in functie tot in maart 2015, waarna ze door Zakia Khattabi en Patrick Dupriez werden opgevolgd.
Bij de gemeenteraadsverkiezingen van oktober 2012 werd hij als Ecolo-lijsttrekker verkozen tot gemeenteraadslid van Watermaal-Bosvoorde en na het vormen van een bestuursmeerderheid werd Deleuze in december 2012 burgemeester van deze gemeente. Hij was daarmee de eerste groene burgemeester in het Brussels Hoofdstedelijk Gewest. Na de verkiezingen van oktober 2018 bleef hij burgemeester van Watermaal-Bosvoorde, een ambt dat hij tot in december 2024 zou blijven bekleden. In oktober 2024 was Deleuze geen kandidaat meer voor een hernieuwing van zijn burgemeestersmandaat en kwam hij op als lijstduwer op de Ecolo-Groen-lijst. Hij raakte herkozen als gemeenteraadslid en besloot deze functie op te nemen.
Deleuze werd ter ondersteuning van zijn partij lijstduwer bij de Brusselse gewestverkiezingen van juni 2024, maar werd hierbij niet verkozen. 